# Karl Heinrich Ulrichs

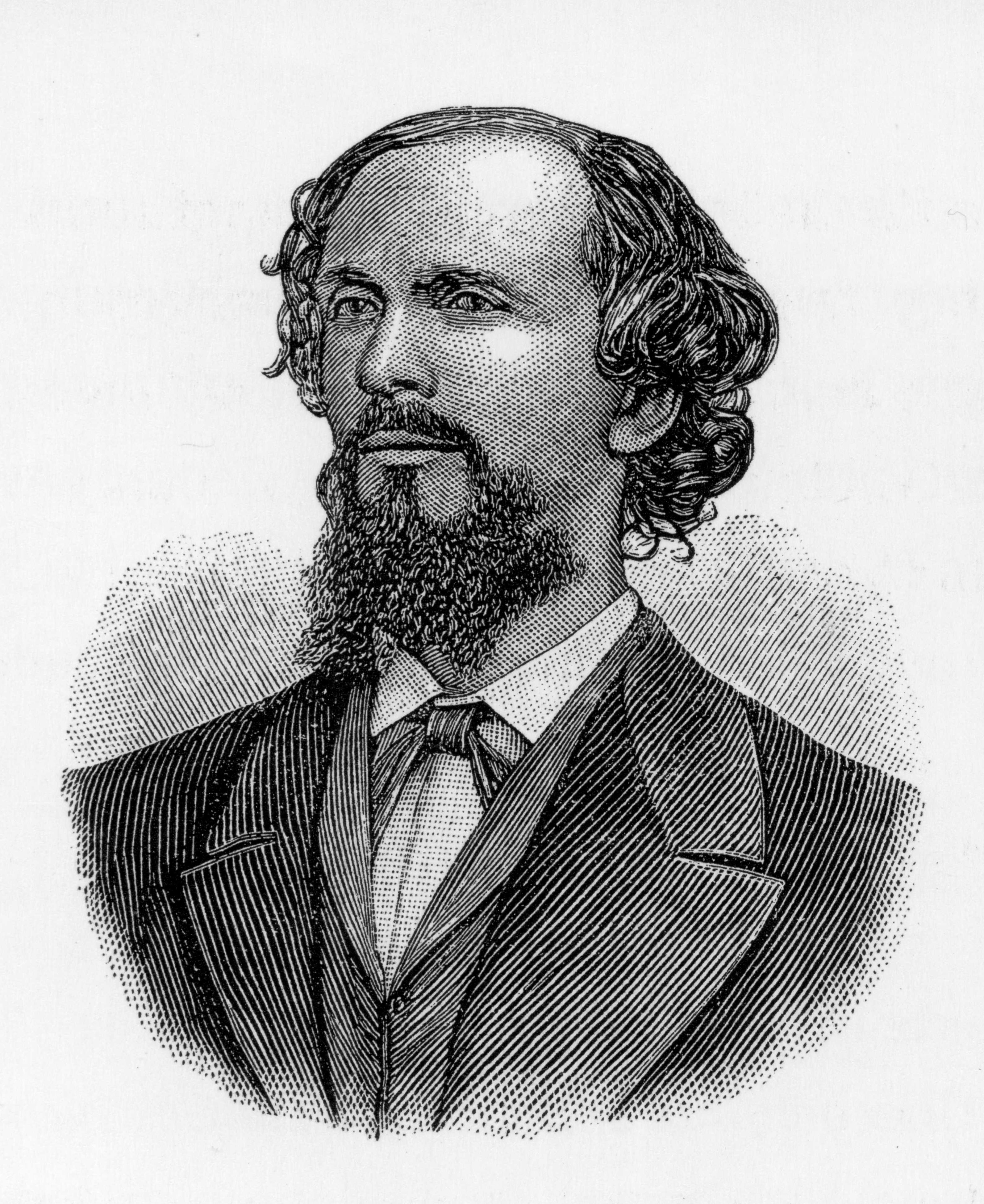
Karl Heinrich Ulrichs

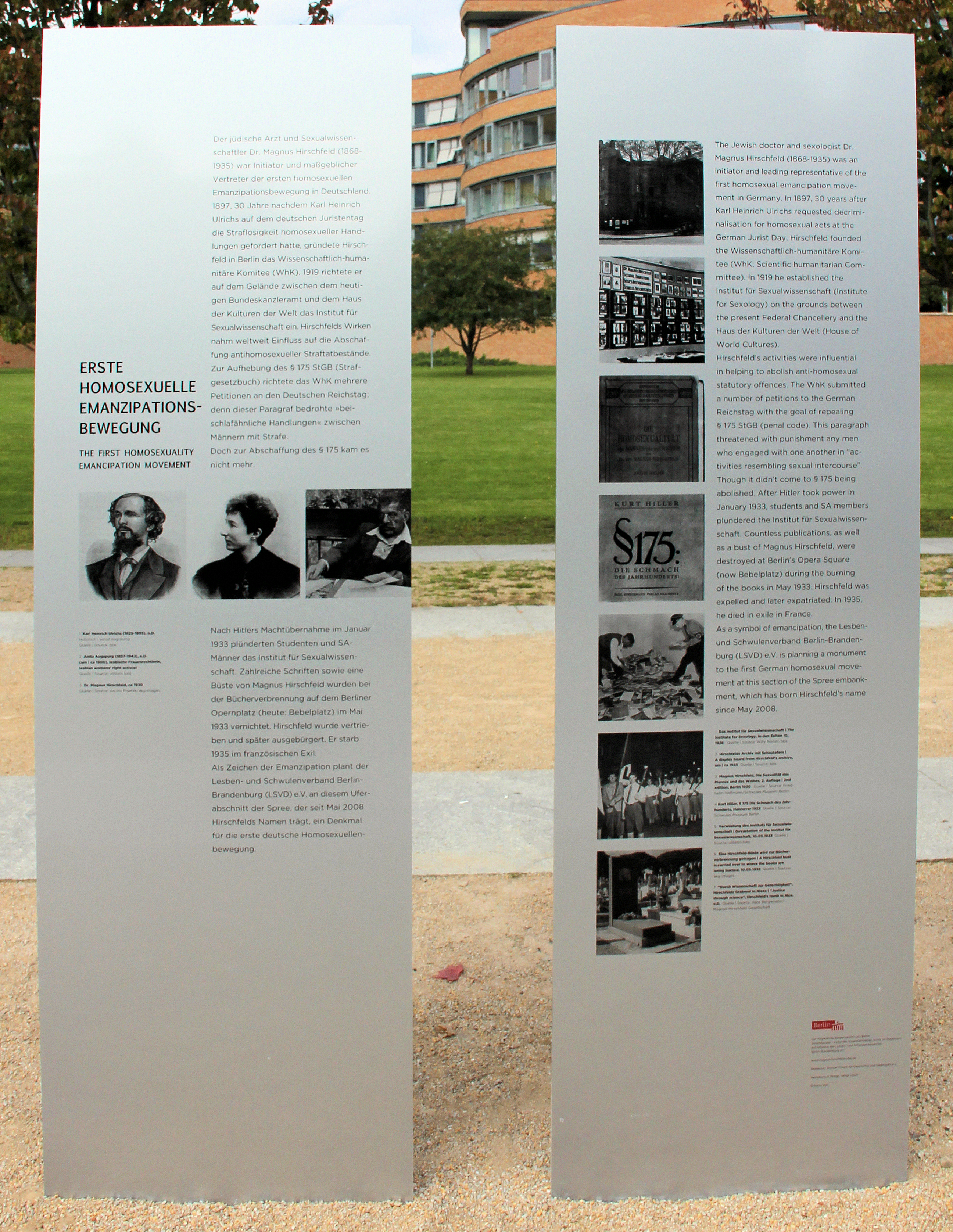
Gedenktafel am Magnus-Hirschfeld-Ufer, in Berlin-Moabit

Karl Heinrich Ulrichs (* 28. August 1825 in Westerfeld, heute Stadtteil Kirchdorf in Aurich (Ostfriesland); † 14. Juli 1895 in L’Aquila, Italien) war ein deutscher Jurist, Journalist, Verleger, Schriftsteller, Pionier der Sexualwissenschaft und einer der ersten bekannten Vorkämpfer für die rechtliche Gleichstellung von Homosexuellen.
Er forschte und publizierte über gleichgeschlechtliche Liebe, die er „Uranismus“ nannte, und propagierte die Möglichkeit der Eheschließung zwischen zwei Männern, die er als „urnische Ehe“ bezeichnete. Das Kunstwort „homosexuell“ gab es zu dieser Zeit noch nicht. Er bekannte sich zudem öffentlich und selbstbewusst zu seiner Veranlagung, was zu seiner Zeit ein unerhörter Vorgang und wegen drohender Strafverfolgung nicht ungefährlich war. Volkmar Sigusch bezeichnete ihn als den „ersten Schwulen der Weltgeschichte“.
Auf dem deutschen Juristentag 1867 in München forderte er in einer Rede erstmals öffentlich die Straffreiheit gleichgeschlechtlicher sexueller Handlungen, da diese auf einer natürlichen Veranlagung beruhen würden, worauf es zu tumultartigen Szenen unter den Zuhörern und zum Abbruch seiner Rede kam. Ulrichs gilt als ein früher Vordenker und -kämpfer der heutigen Lesben- und Schwulenbewegung, blieb aber zu Lebzeiten mit seinen Ideen und Forderungen ein Außenseiter. Statt der angestrebten Liberalisierung musste er die zunehmende staatliche Repression gegen Homosexuelle nach der deutschen Reichsgründung 1871 miterleben, weshalb er 1880 enttäuscht ins Exil nach Italien ging. Teile seiner wissenschaftlichen Theorien zur Sexualität wurden nach seinem Tod von anderen Pionieren der Sexualwissenschaft wie Magnus Hirschfeld aufgegriffen. Für über 100 Jahre nach seinem Tod weitgehend vergessen, erfahren sein Werk und seine Person seit einigen Jahren eine zunehmende Anerkennung in der Sexualwissenschaft und der Lesben- und Schwulenbewegung.

## Leben und Wirken
Von 1844 bis 1846 studierte der Theologie und Jurisprudenz an der Universität Göttingen – dort schloss er sich zunächst 1844 der burschenschaftlichen Allgemeinheit, dann den Burschenschaften Al(l)emannia (1845) und Hercynia (1845/46) an. Anschließend betrieb er bis 1848 ein Studium der Geschichte an der Universität Berlin und verfasste eine Dissertation (auf Lateinisch) zum Thema Westfälischer Frieden. Als er 1854 in Hildesheim Gerichtsassessor war, wurde gegen ihn ein Ermittlungsverfahren eingeleitet, weil er einem Gerücht zufolge „widernatürliche Wollust mit anderen Männern treibe“. Zwar war im Königreich Hannover Homosexualität nicht unter Strafe gestellt, jedoch damit verbundene öffentliche Ärgernisse (§ 276 des Criminalgesetzes für das Königreich Hannover). Daraufhin verließ Ulrichs sofort den Staatsdienst und ließ sich 1856 in Burgdorf als Anwalt nieder. 1859 erließ aber das Oberappellationsgericht Celle ein Berufsverbot nach entsprechenden Ermittlungen durch das Ministerium. Ulrichs schlug sich als Journalist (unter anderem als Korrespondent der berühmten Allgemeinen Zeitung des Verlegers Johann Friedrich Cotta), als Privatsekretär und mit Fremdsprachenunterricht durch. Ulrichs galt als einer der besten Lateinkenner seiner Zeit.
1864 veröffentlichte Ulrichs die erste von insgesamt 12 Schriften Forschungen über das Räthsel der mannmännlichen Liebe, die in einigen deutschen Staaten verboten wurden. In ihnen stellte Ulrichs die Hypothese von der weiblichen Seele im männlichen Körper auf. Gleichgeschlechtliche Liebe nannte er Uranismus (der Begriff Homosexualität wurde erst 1869 vom österreichisch-ungarischen Schriftsteller Karl Maria Kertbeny geprägt). Ulrichs bekannte sich öffentlich als Urning. Er ging von einer natürlichen, nicht krankhaften Veranlagung aus und forderte daher die Straflosigkeit homosexueller Handlungen. Durch diese Forschungen und Publikationen wurde er zu einem der Pioniere der damals noch im Entstehen begriffenen Sexualwissenschaft.

### Forschungen über das Räthsel der mannmännlichen Liebe

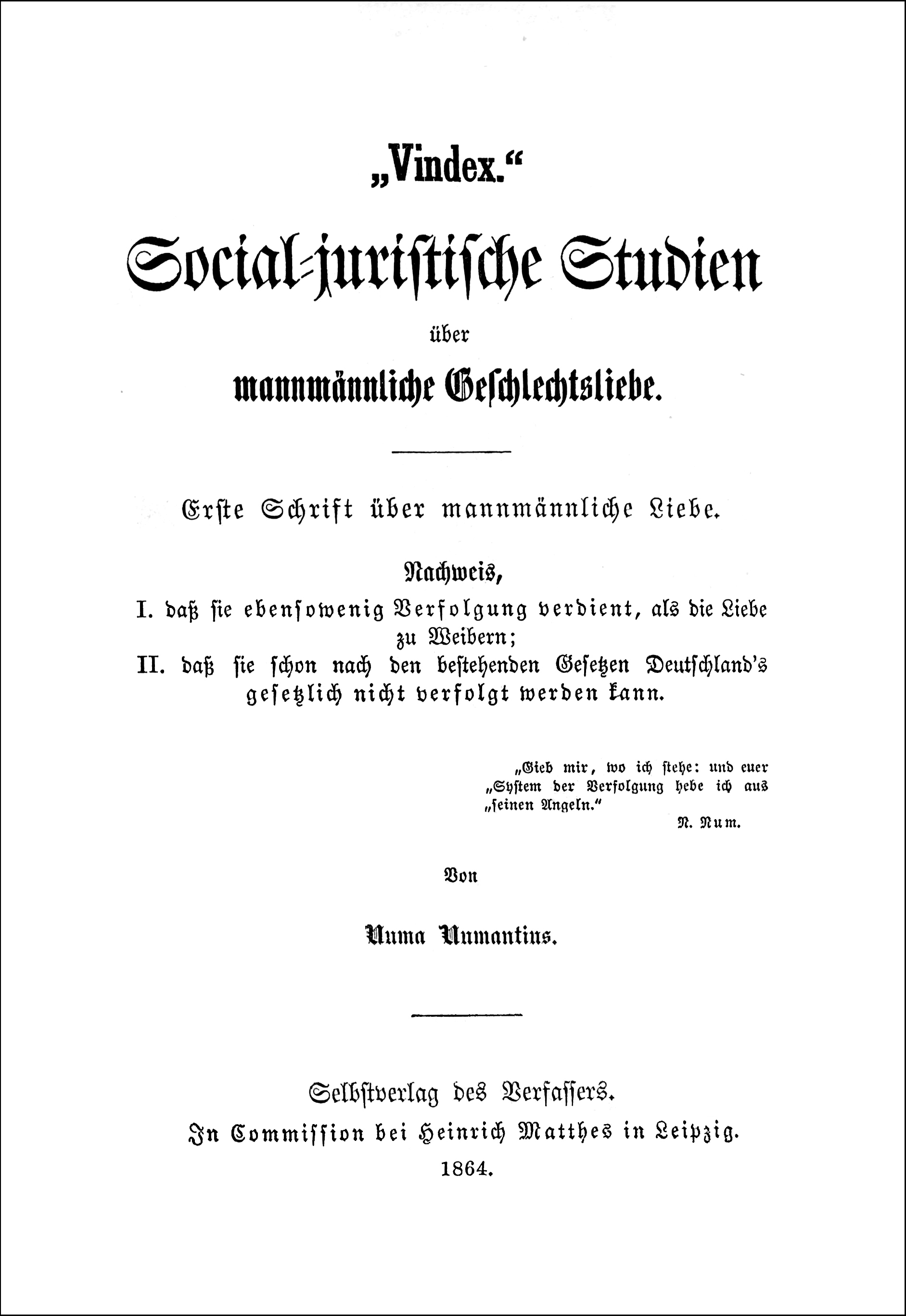
1: Vindex (1864)
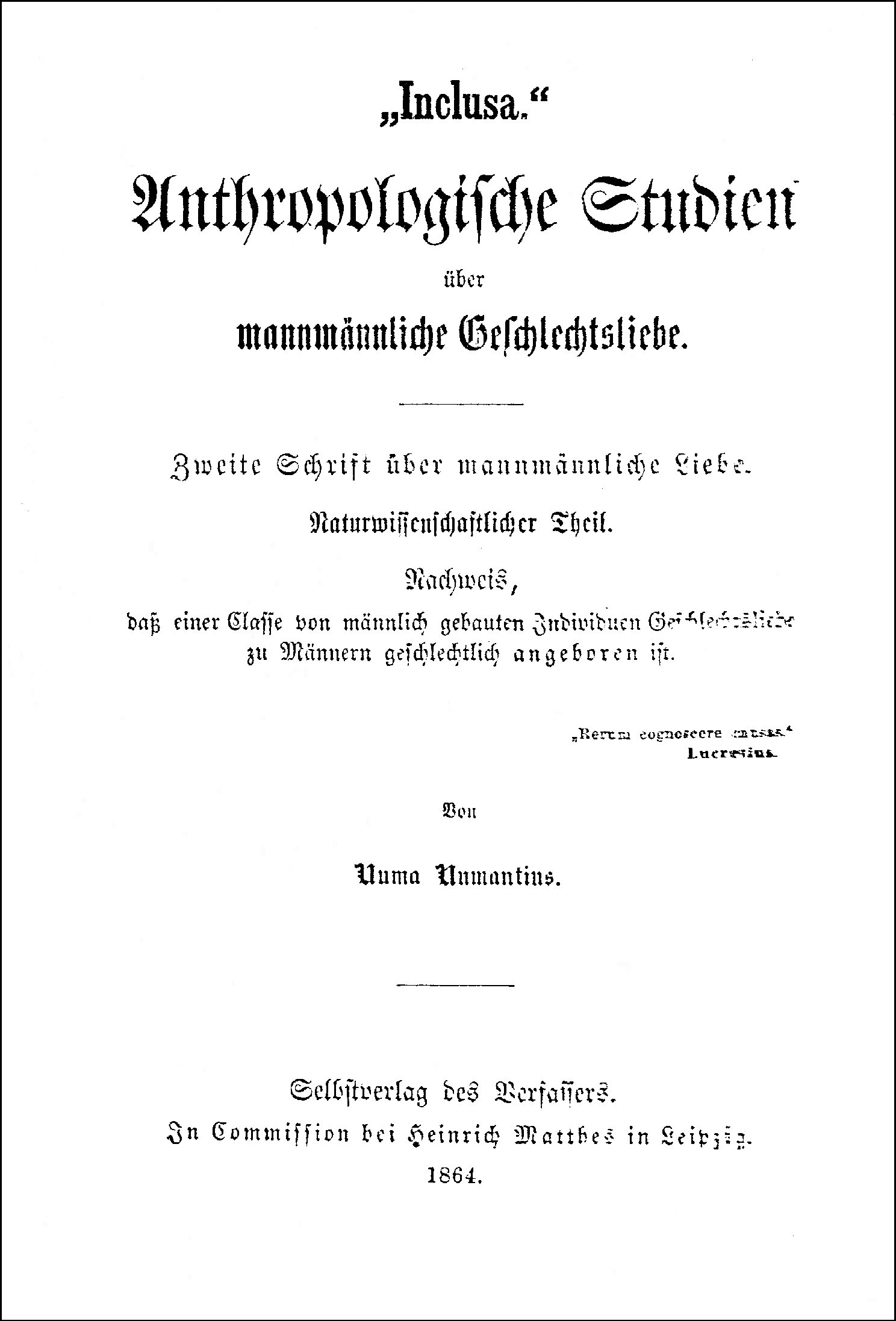
2: Inclusa (1864)
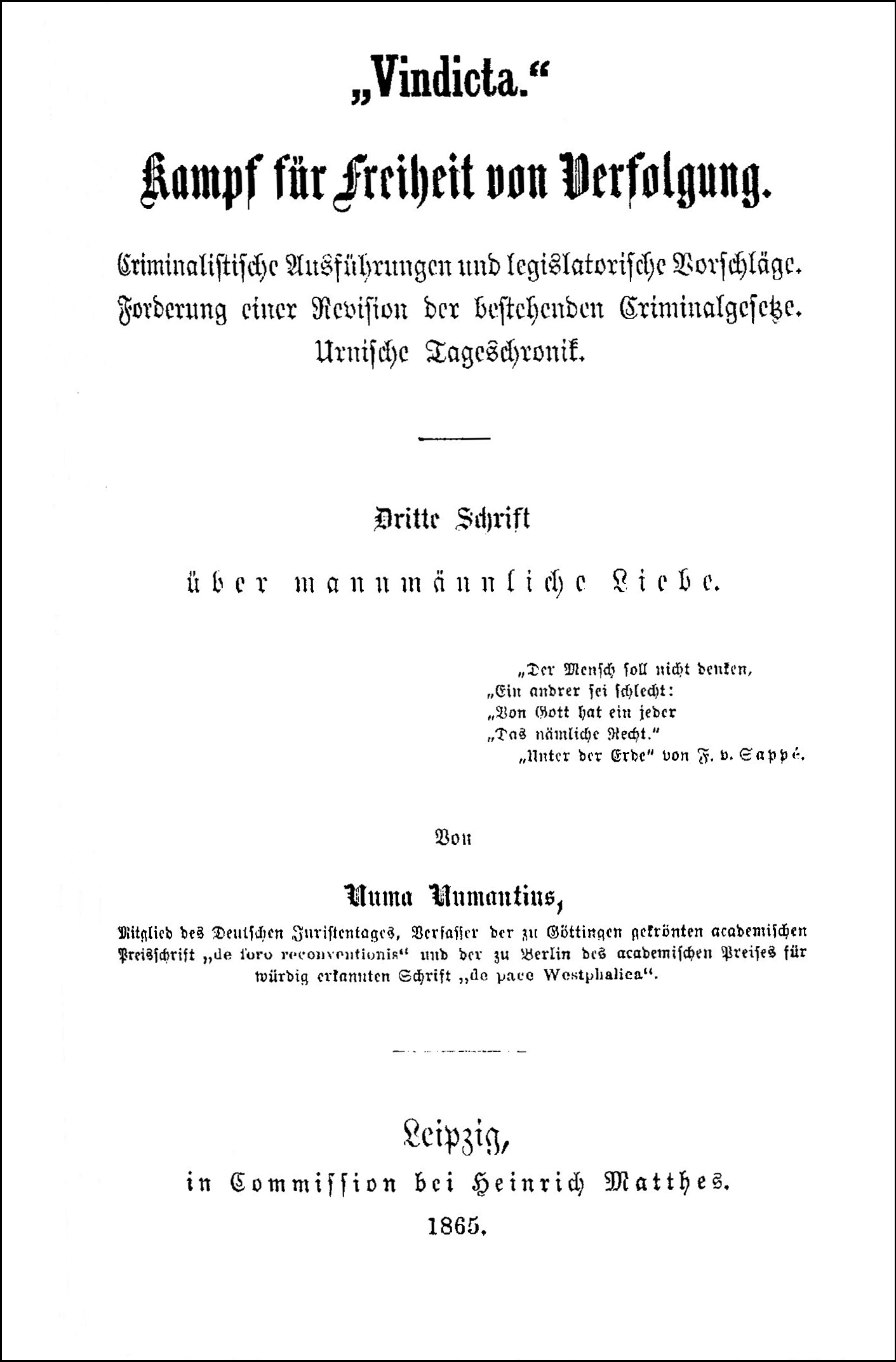
3: Vindicta (1865)
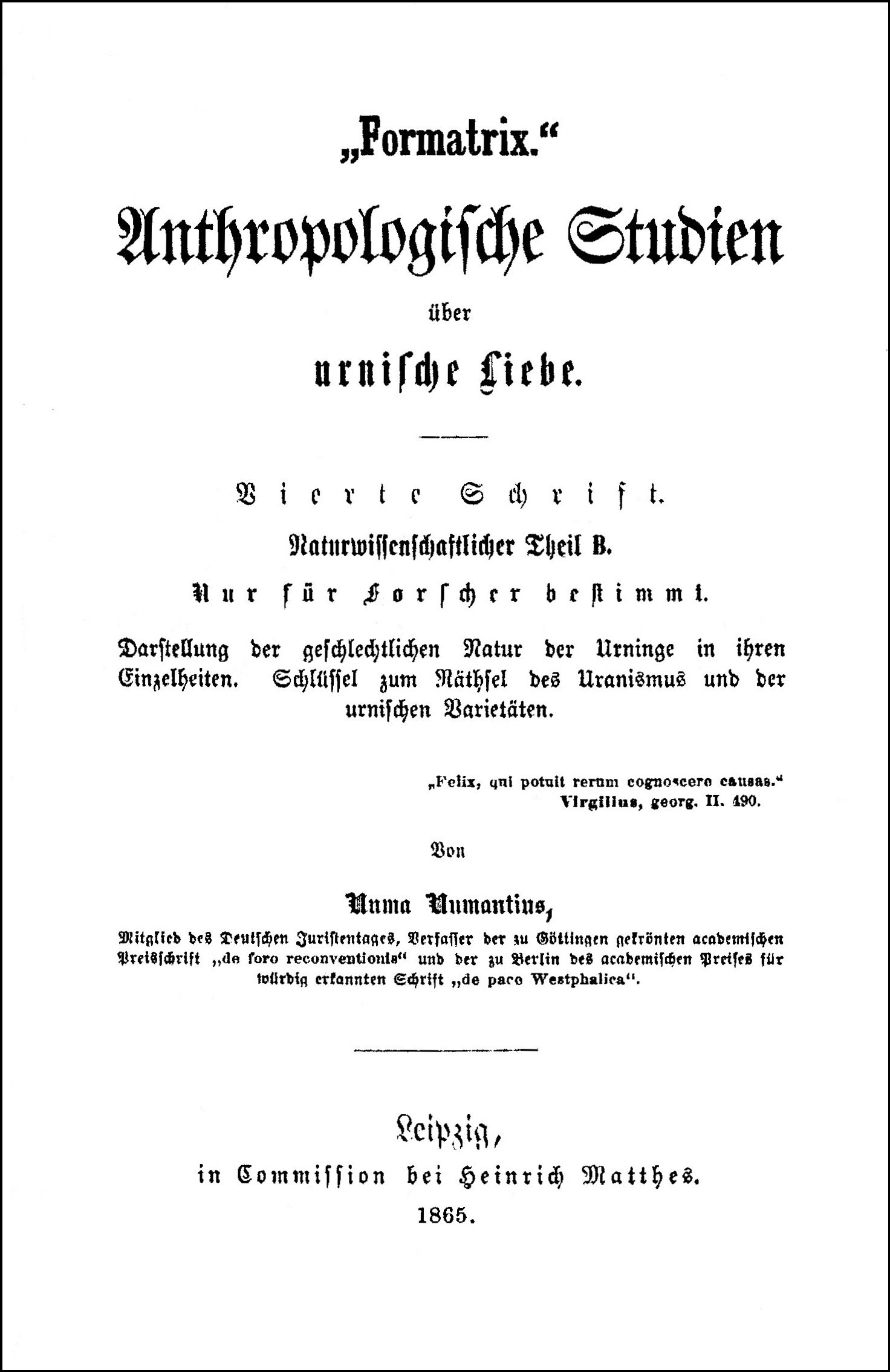
4: Formatrix (1865)
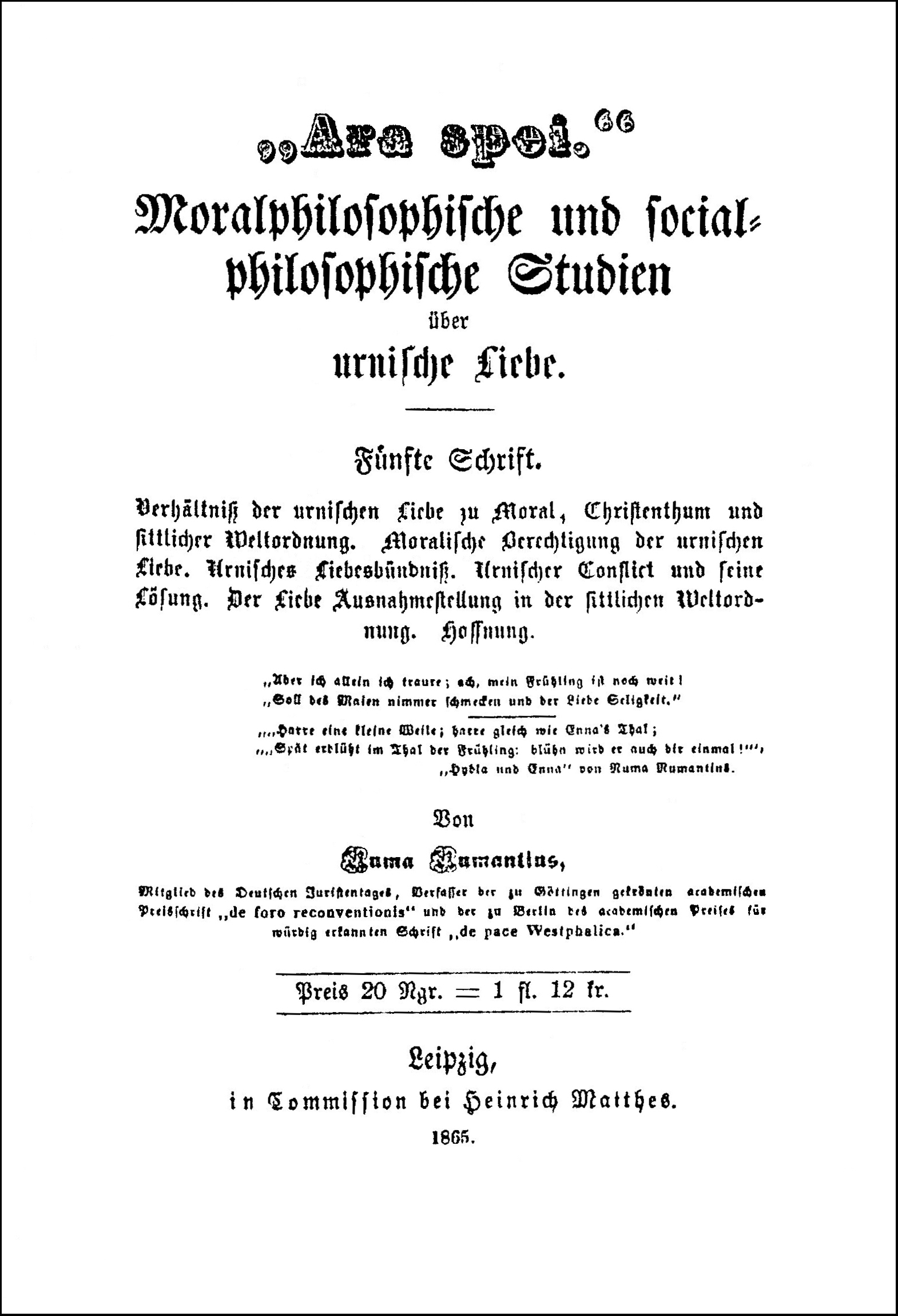
5: Ara spei (1865)
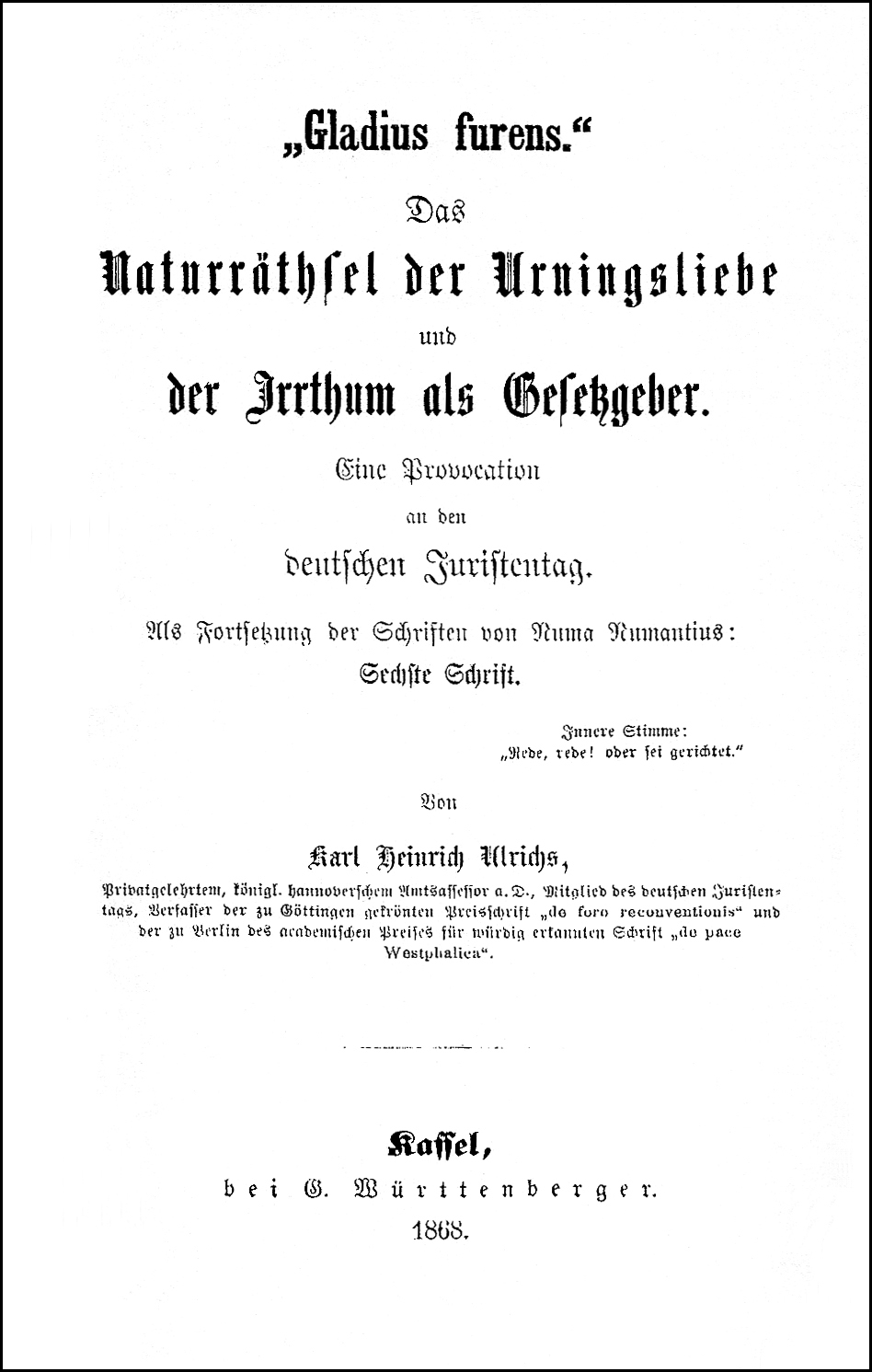
6: Gladius furens (1868)
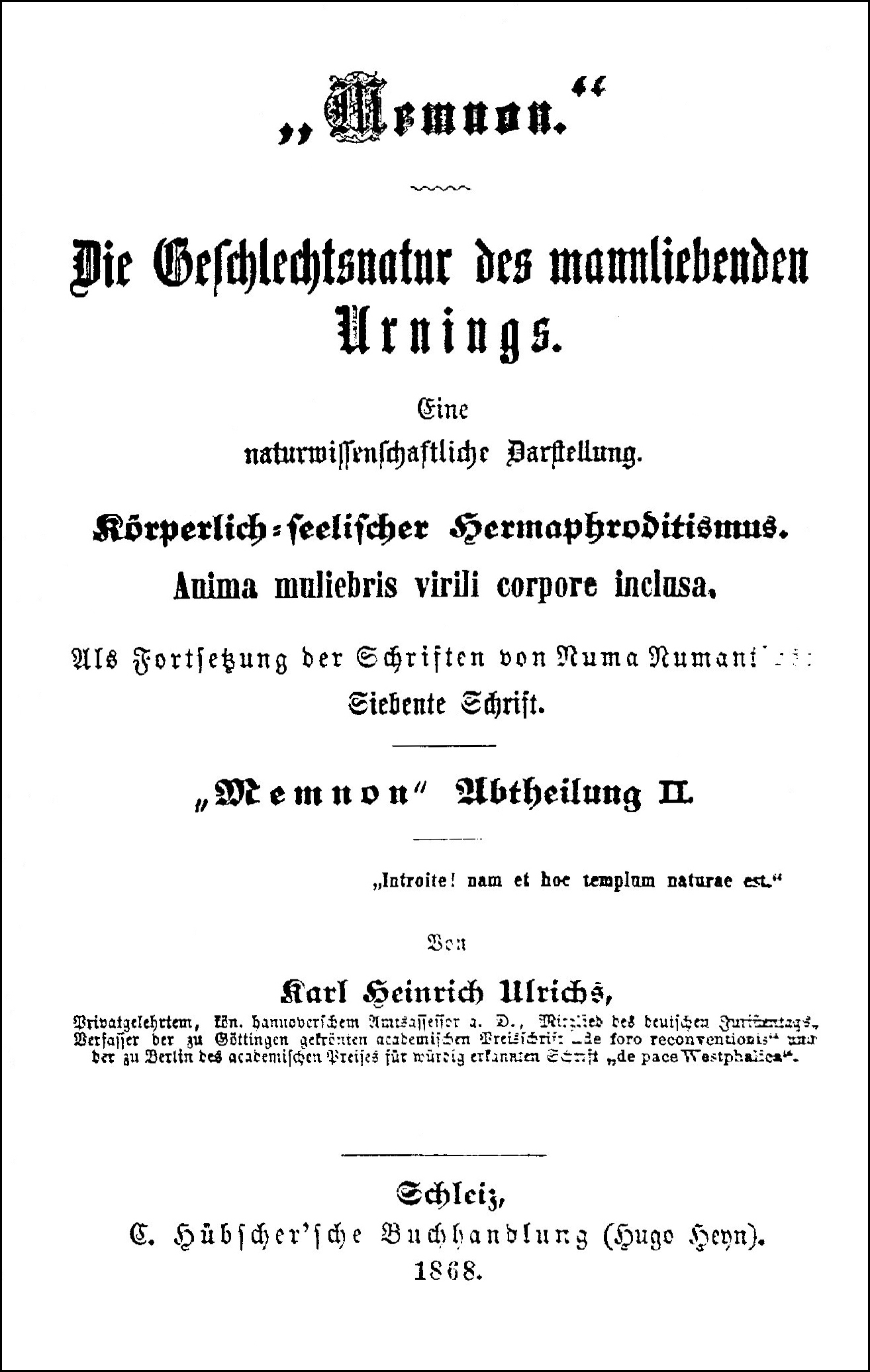
7: Memnon (1868)
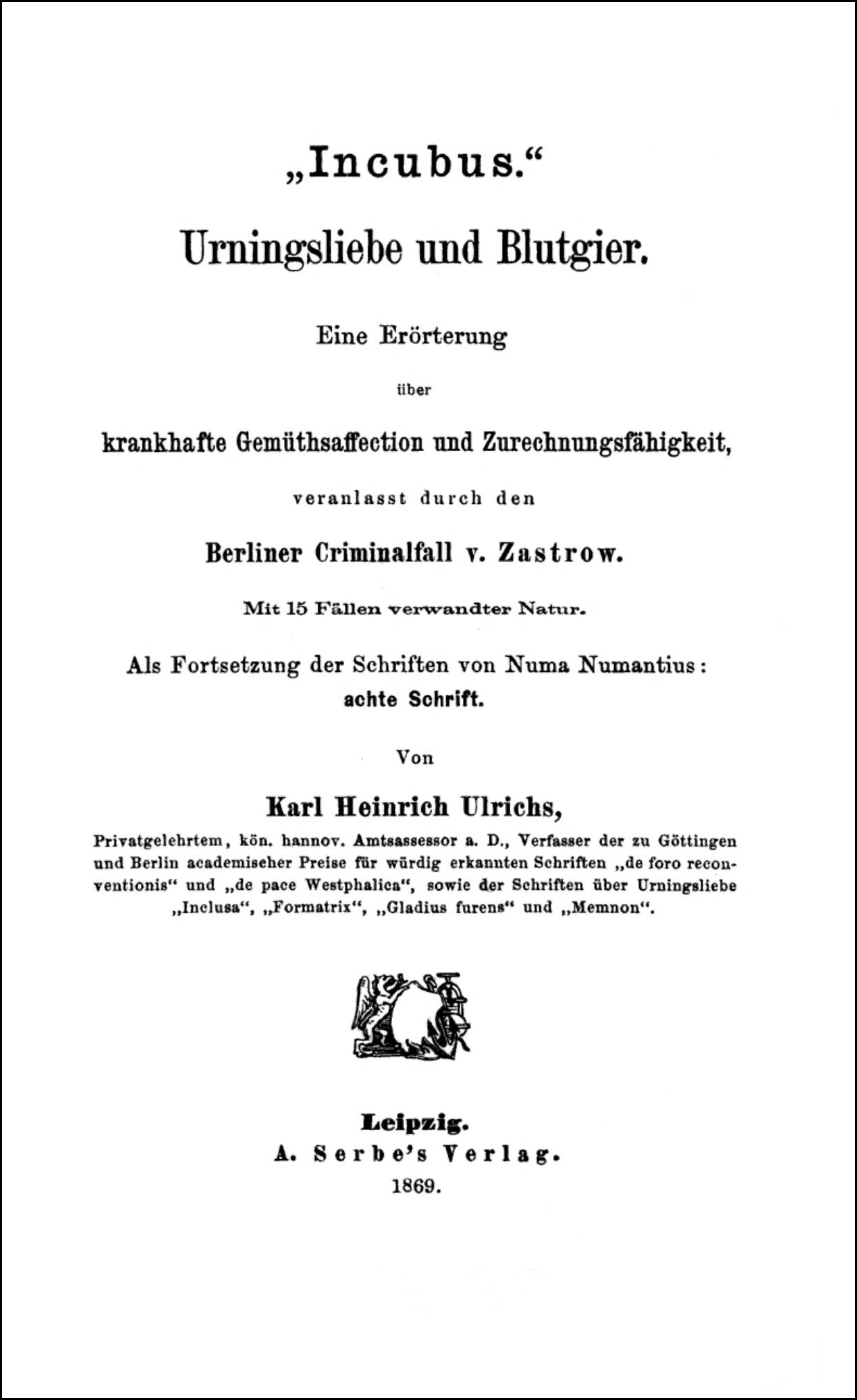
8: Incubus (1869)
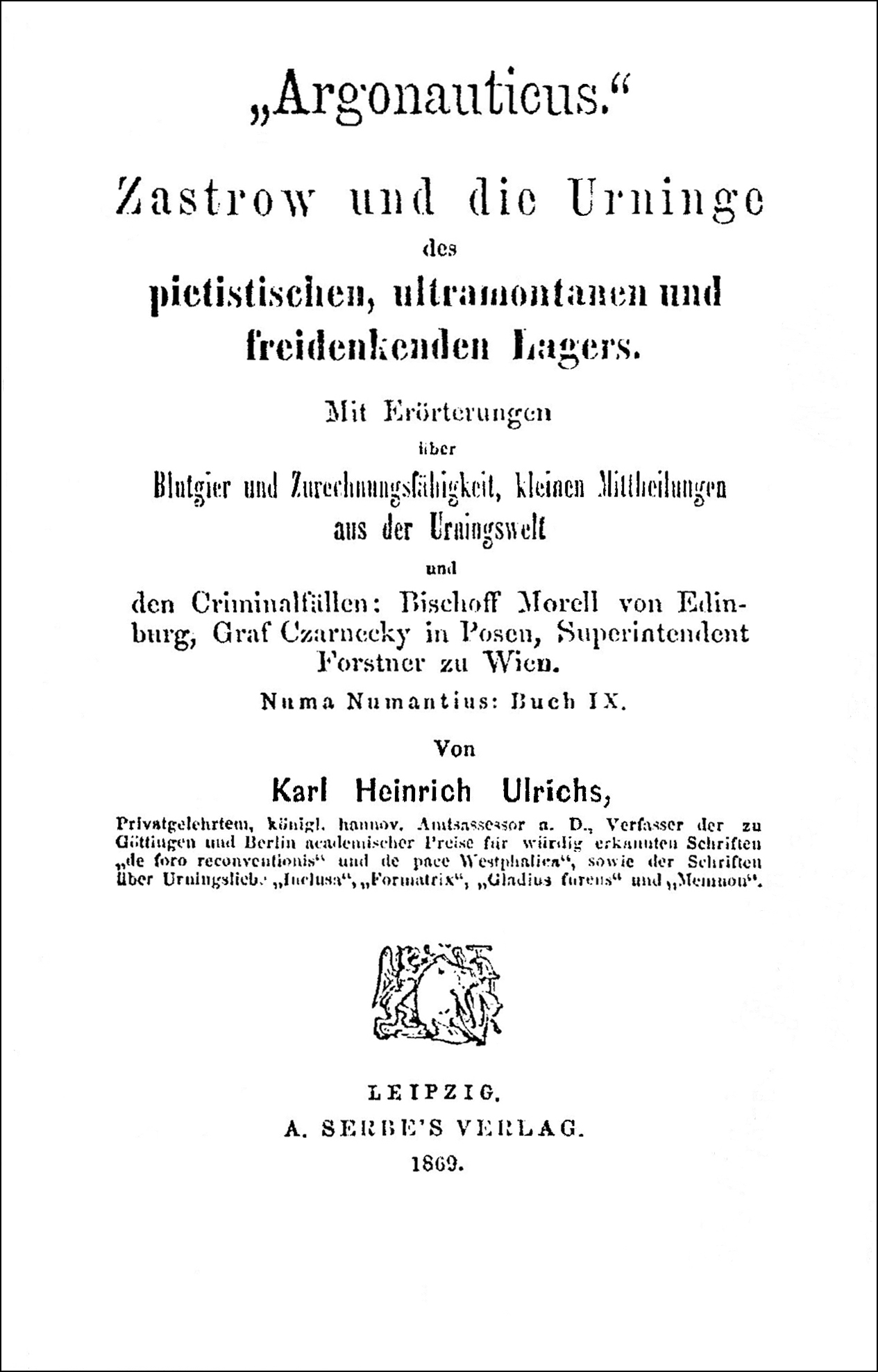
9: Argonauticus (1869)
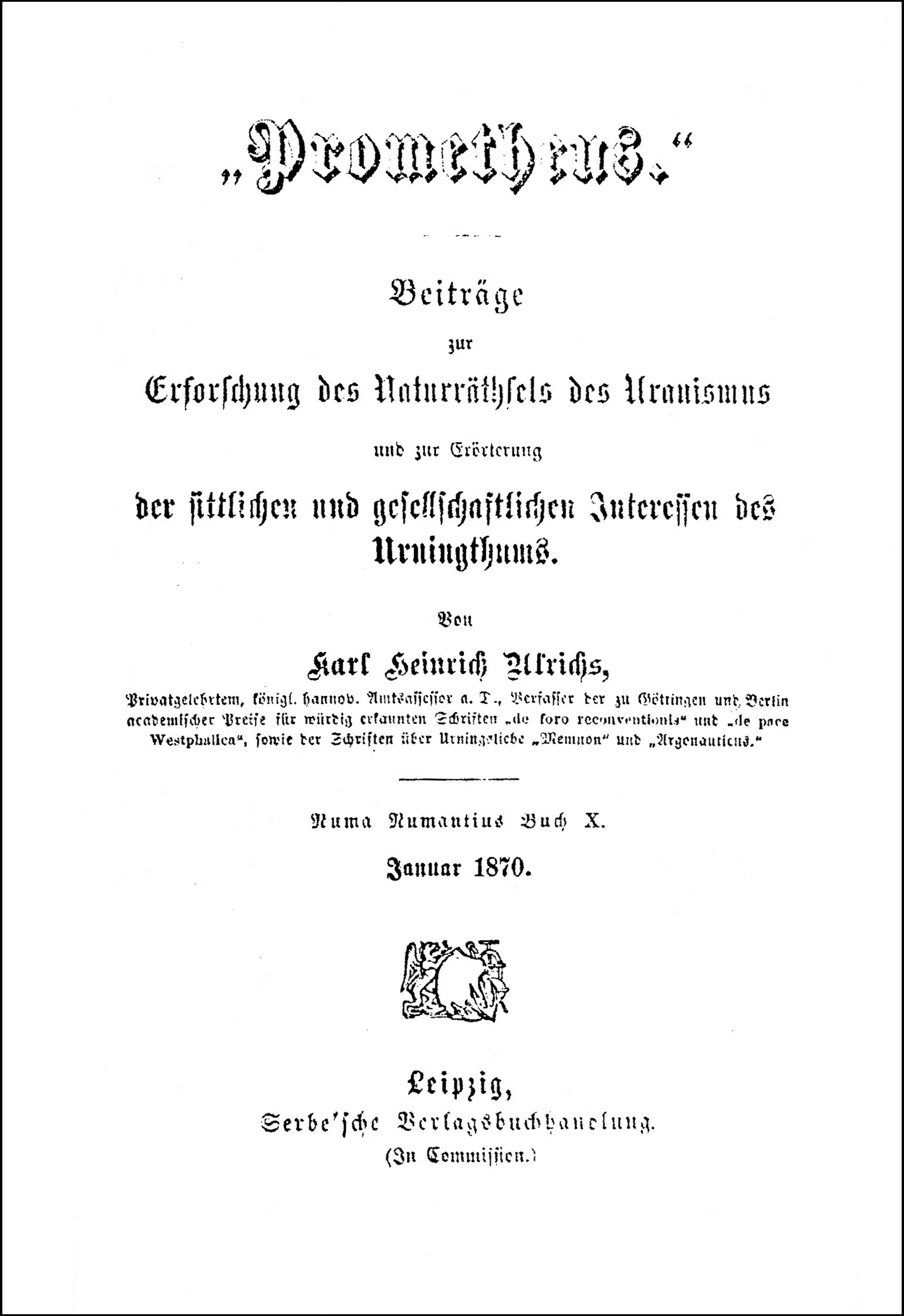
10: Prometheus (1870)
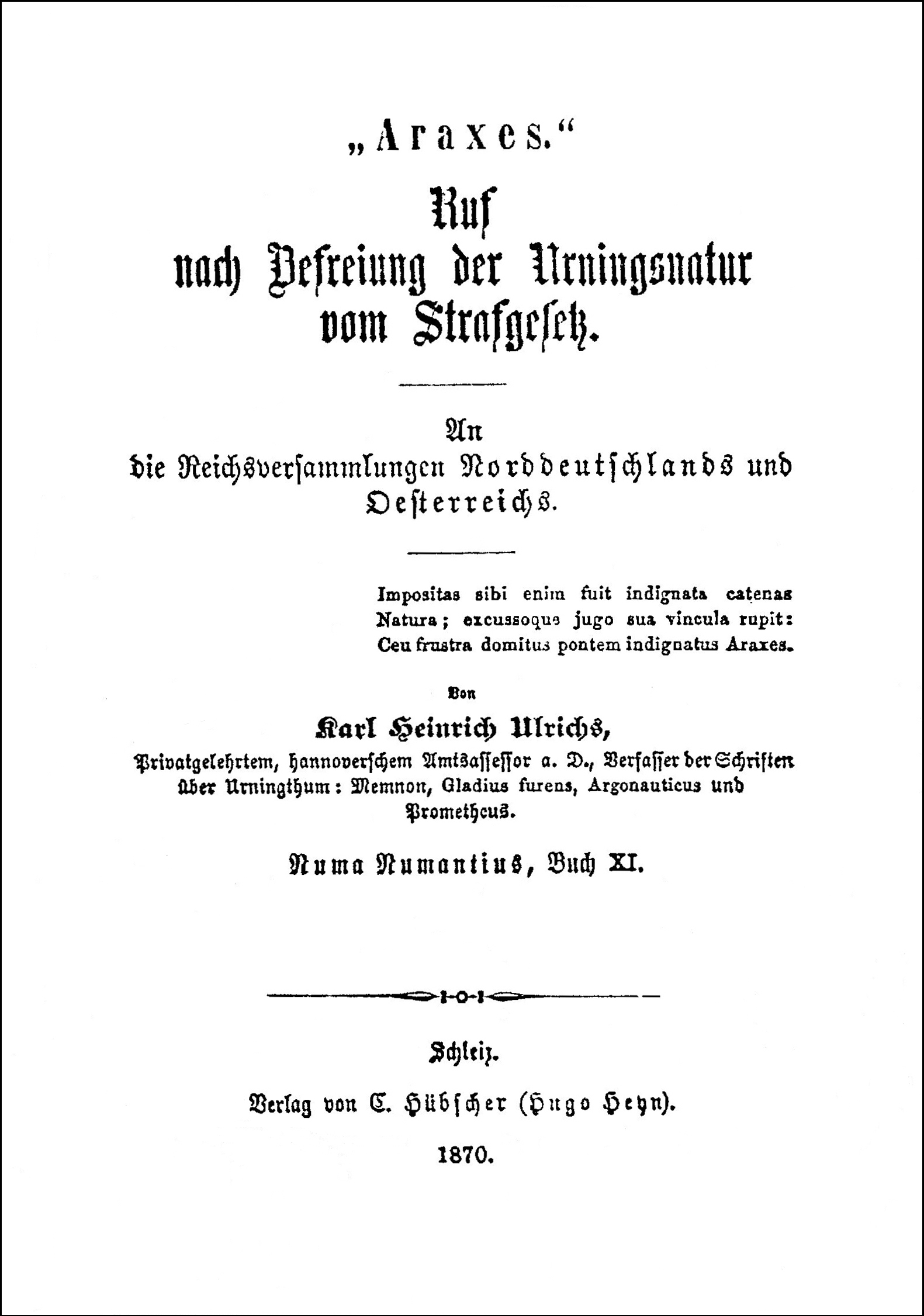
11: Araxes (1870)
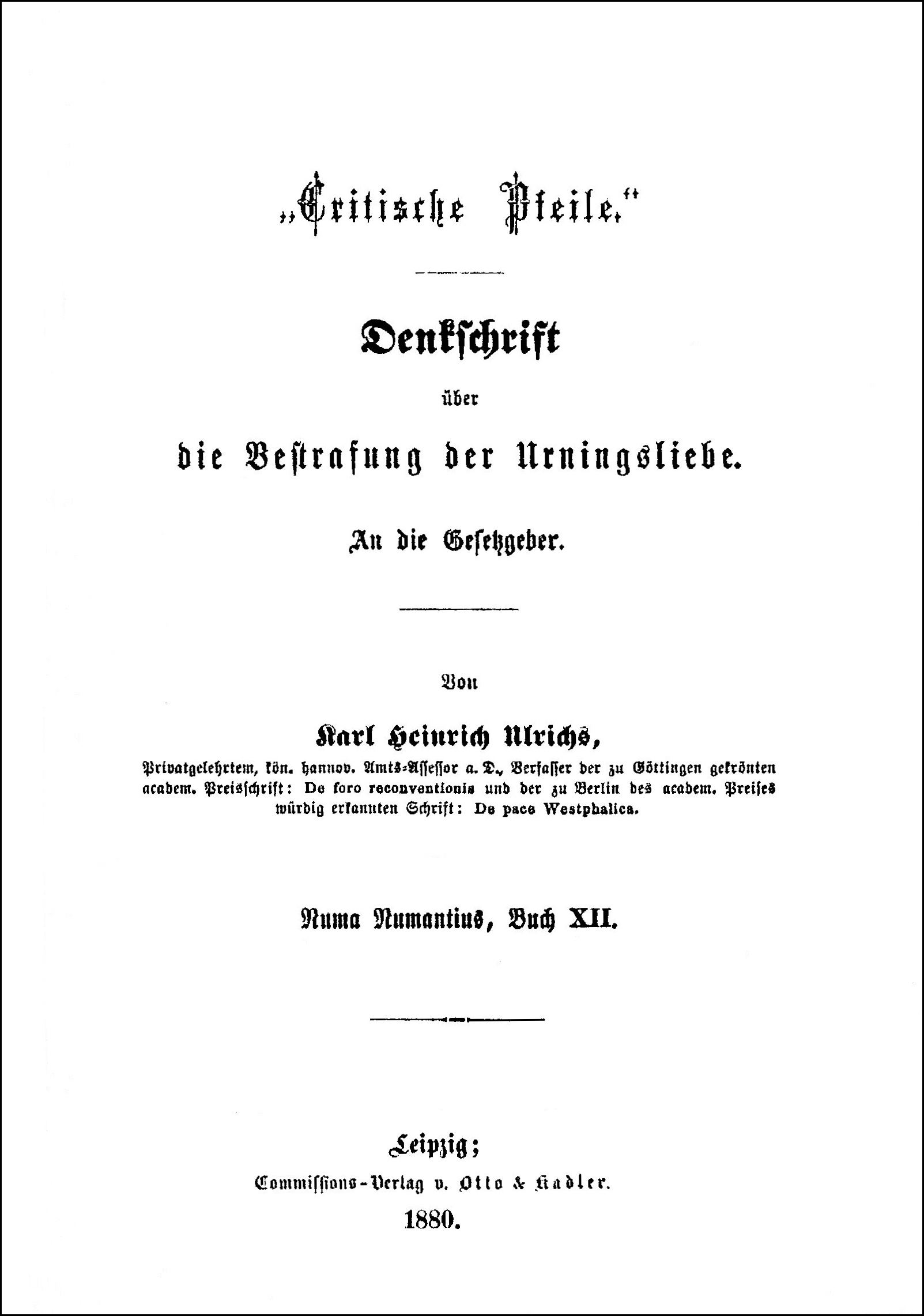
12: Critische Pfeile (1880)

Im Jahre 1867 trug er diese Forderung erstmals öffentlich vor: Auf dem deutschen Juristentag in München vor 500 Mitgliedern rief diese jedoch tumultartige Szenen vor, in denen seine Rede unterging. Ulrichs war stolz auf diesen Auftritt und schrieb dazu später:

„Bis an meinen Tod werde ich es mir zum Ruhme an rechnen, daß ich am 29. August 1867 zu München in mir den Muth fand, Aug’ in Auge entgegenzutreten einer tausendjährigen, vieltausendköpfigen, wuthblickenden Hydra, welche mich und meine Naturgenossen [gemeint: homosexuelle Männer] wahrlich nur zu lange schon, mit Gift und Geifer bespritzt hat, viele zum Selbstmord trieb, ihr Lebensglück allen vergiftete. Ja, ich bin stolz, daß ich die Kraft fand, der Hydra der öffentlichen Verachtung einen ersten Lanzenstoß in die Weichen zu versetzen.“

Der Sexualwissenschaftler Volkmar Sigusch nannte Ulrichs wegen dieses bewussten „Coming-out“ und seiner selbstbewussten Haltung den „ersten Schwulen der Weltgeschichte“. Mit seiner Forderung der urnischen Ehe und seiner Idee für einen Urnings-Bund hat er die Forderungen einer emanzipatorischen lesbisch-schwulen Bürgerrechtsbewegung vorweggenommen.
Noch im selben Jahr 1867 beschlagnahmten die preußischen Behörden Ulrichs Archiv und vernichteten es. Vor allem wegen der immer mehr um sich greifenden Homosexuellenverfolgung nach der Reichsgründung unter Preußen (siehe § 175), aber auch verbittert und resigniert wegen seiner Erfolglosigkeit, ging Ulrichs 1880 nach Italien ins Exil und ließ sich in Neapel nieder.
In Italien gab er eine kleine, aber von Freunden des Lateinischen in mehreren Kontinenten abonnierte Zeitschrift namens Alaudae (Lerchen) heraus. Darin verfolgte er ein neues idealistisches Ziel: die Wiederbelebung der lateinischen Sprache als Lingua franca der humanistisch Gebildeten. Im Juni 1883 zog er nach L’Aquila, wo er zwölf Jahre später starb. Sein Grab ist zum Reiseziel geistig interessierter Homosexueller geworden.

## Urninge und Dioninge

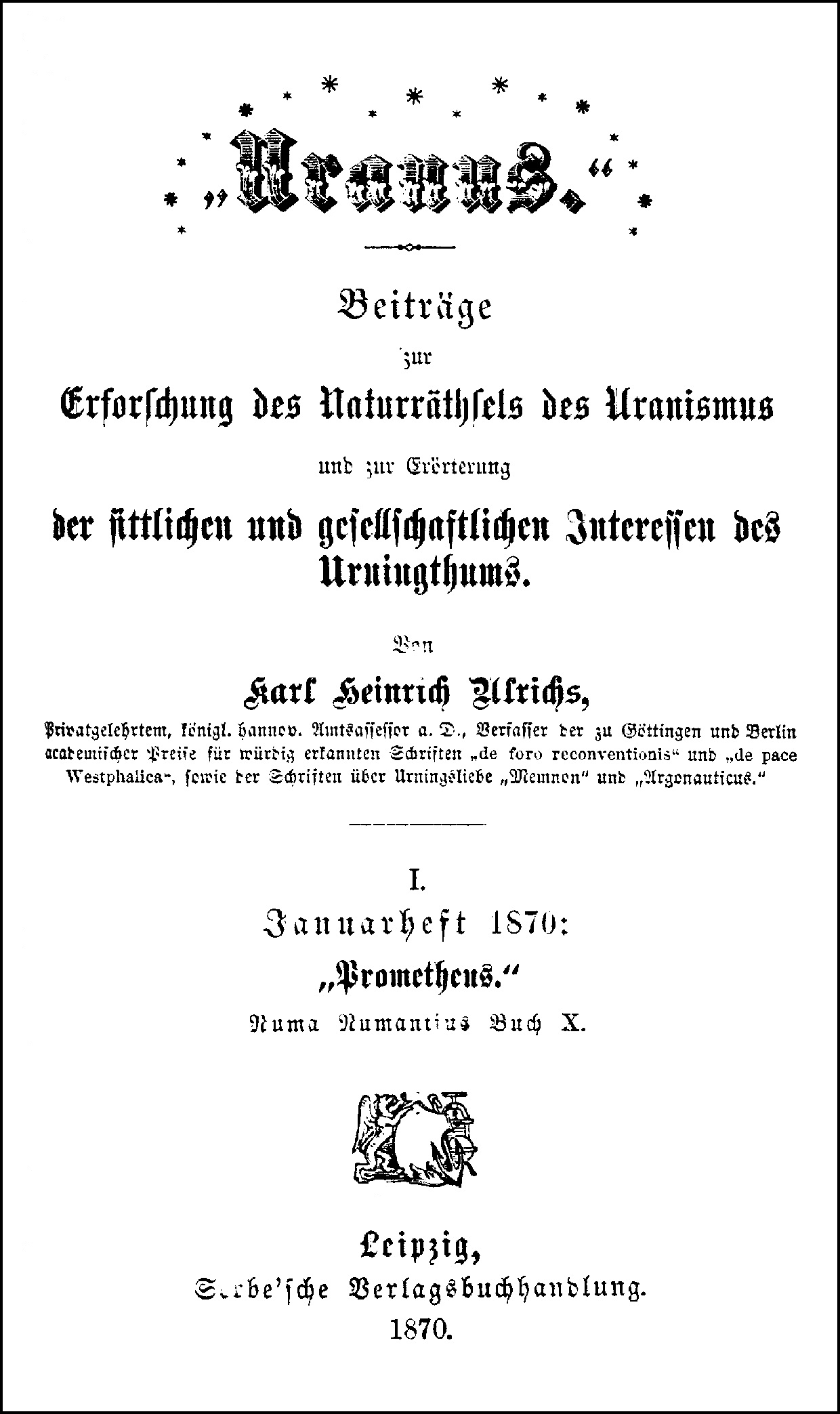
Titelblatt der von Ulrichs herausgegebenen Zeitschrift Uranus, Januar 1870.

Weil die bis dato benutzten Ausdrücke für die homosexuellen Männer ihm zu sehr negativ gefärbt erschienen, führte Ulrichs seine eigenen Begriffe ein. Seine Terminologie baute sich auf der Rede Pausanias in Platons Symposion (Kapitel 8 und 9), die zwei Formen der Liebesgöttin Aphrodite vorstellt: Den heterosexuellen Mann bezeichnete Ulrichs als Dioning – nach der Göttin Aphrodite Dionea, die Zeus als Vater und Dione als Mutter hatte und somit verschiedengeschlechtliche Liebe repräsentierte. Den homosexuellen Mann bezeichnete Ulrichs als Urning – nach der Göttin Aphrodite Urania, die nach der Legende aus abgetrennten Körperteilen ihres Vaters Uranus entstand, also eingeschlechtliche Liebe repräsentierte. Ulrichs’ Systematik sah auch den Begriff Urninde für eine homosexuelle Frau vor.

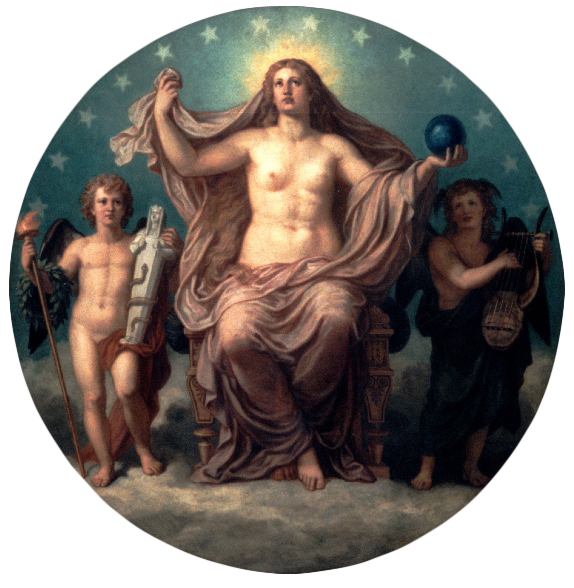
Aphrodite Urania als Schirmherrin der Künste (Christian Griepenkerl, 1878/79)

Ulrichs war überzeugt, dass die Urninge und die Dioninge von verschiedener Natur seien und daher der Ausdruck „widernatürliche Unzucht“ auf Liebe zwischen Urningen nicht anwendbar war. Die Liebe zwischen zwei Urningen war nach Meinung Ulrichs’ in höchstem Maße ethisch, weil sie die beiden Individuen ihrer Natur gemäß entwickeln lässt. In seinen Schriften erörterte Ulrichs auch die Frage einer Ehe zwischen einem Urning und einem Dioning und inwieweit diese ethisch vertretbar sei.
Aufgrund seiner Veröffentlichungen erhielt Ulrichs viele Zuschriften und wurde durch die sich daraus entwickelnde umfangreiche und weitgespannte Korrespondenz mit Betroffenen auch mit verschiedenen Graden und Spielarten gleichgeschlechtlicher Neigungen bekannt. Aufgrund dessen entwickelte er seine Theorie weiter und gelangte schließlich zu einer Art Zwischenstufentheorie, die später von Magnus Hirschfeld (der noch mit Ulrichs’ Schwester Ulrike darüber sprechen konnte) aufgegriffen wurde. So schrieb er: „Der geschlechtliche Dualismus, welcher ausnahmslos in jedem menschlichen Individuum im Keim vorhanden ist, kommt in Zwittern und Uraniern nur in höherem Grade zum Ausdruck als im gewöhnlichen Mann und im gewöhnlichen Weib. Im Uranier kommt er ferner nur in einer anderen Weise zum Ausdruck als im Zwitter.“

## Urningsbund
In seinem Entwurf zu den „Satzungen für den Urningsbund“ hat Ulrichs unter „Zwecke“ angegeben:

„a) die Urninge aus ihrer bisherigen Vereinzelung zu reißen und sie zu einer solidarisch verbundenen compacten Masse zu vereinigen.

b) gegenüber der öffentlichen Meinung und den Organen des Staats die angeborenen Menschenrechte der Urninge zu verfechten, ihnen namentlich Gleichstellung mit den Dioningen vor dem Gesetz und in der menschlichen Gesellschaft überhaupt zu vindiciren.

c) eine urnische Literatur zu gründen.

d) geeignete urnische Schriften auf Bundeskosten zum Druck zu befördern.

e) für die Zwecke der Urninge in der Tagespresse zu wirken.

f) den einzelnen Urningen, welche ihres Uranismus wegen zu dulden haben, in jeder Noth und Gefahr beizustehn, ihnen wenn thunlich, auch zu angemessener Lebensstellung zu helfen.“

## Ehrungen

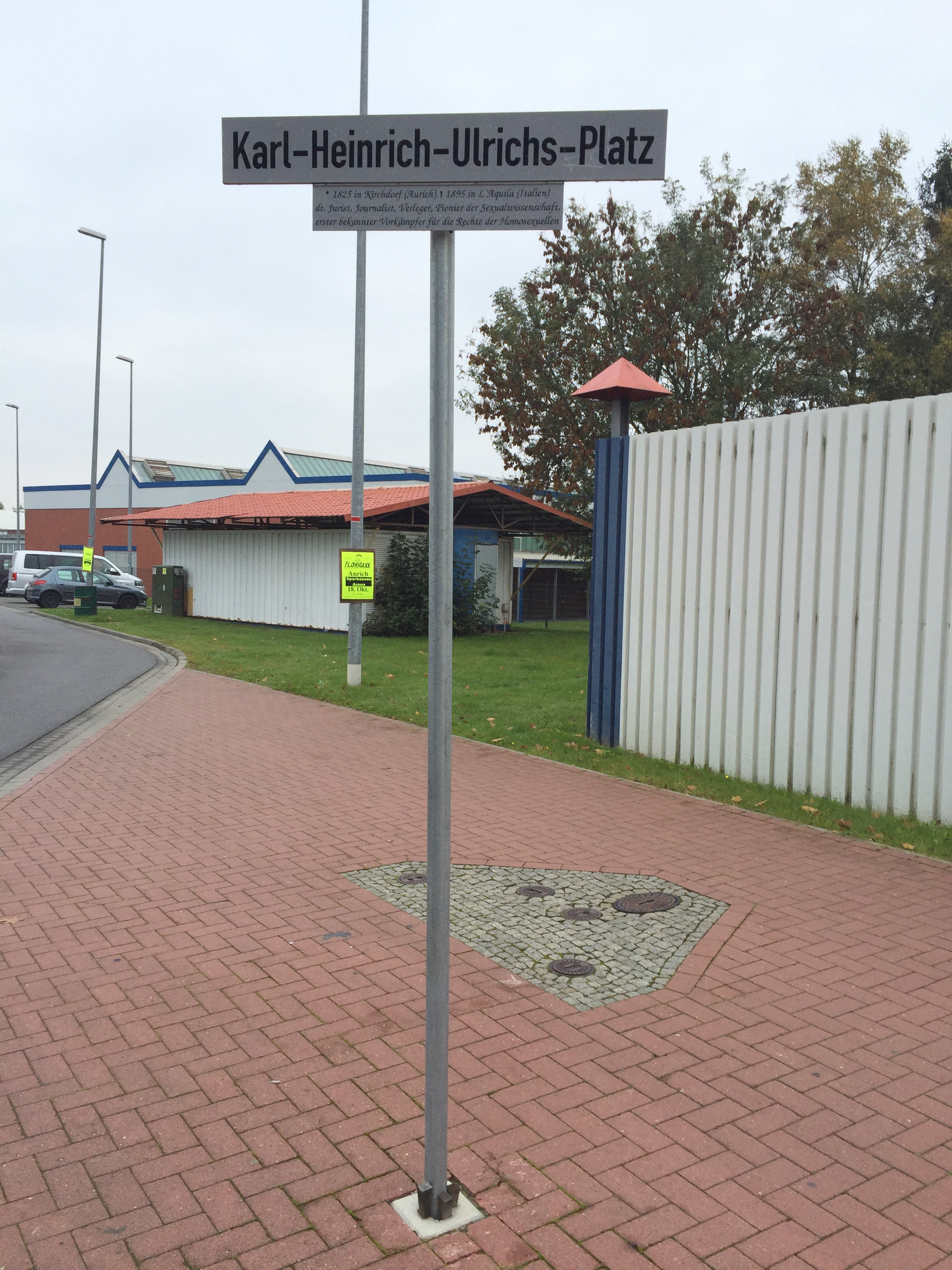
Beschilderung des Karl-Heinrich-Ulrichs-Platzes in Aurich, errichtet am ersten örtlichen CSD am 30. August 2014

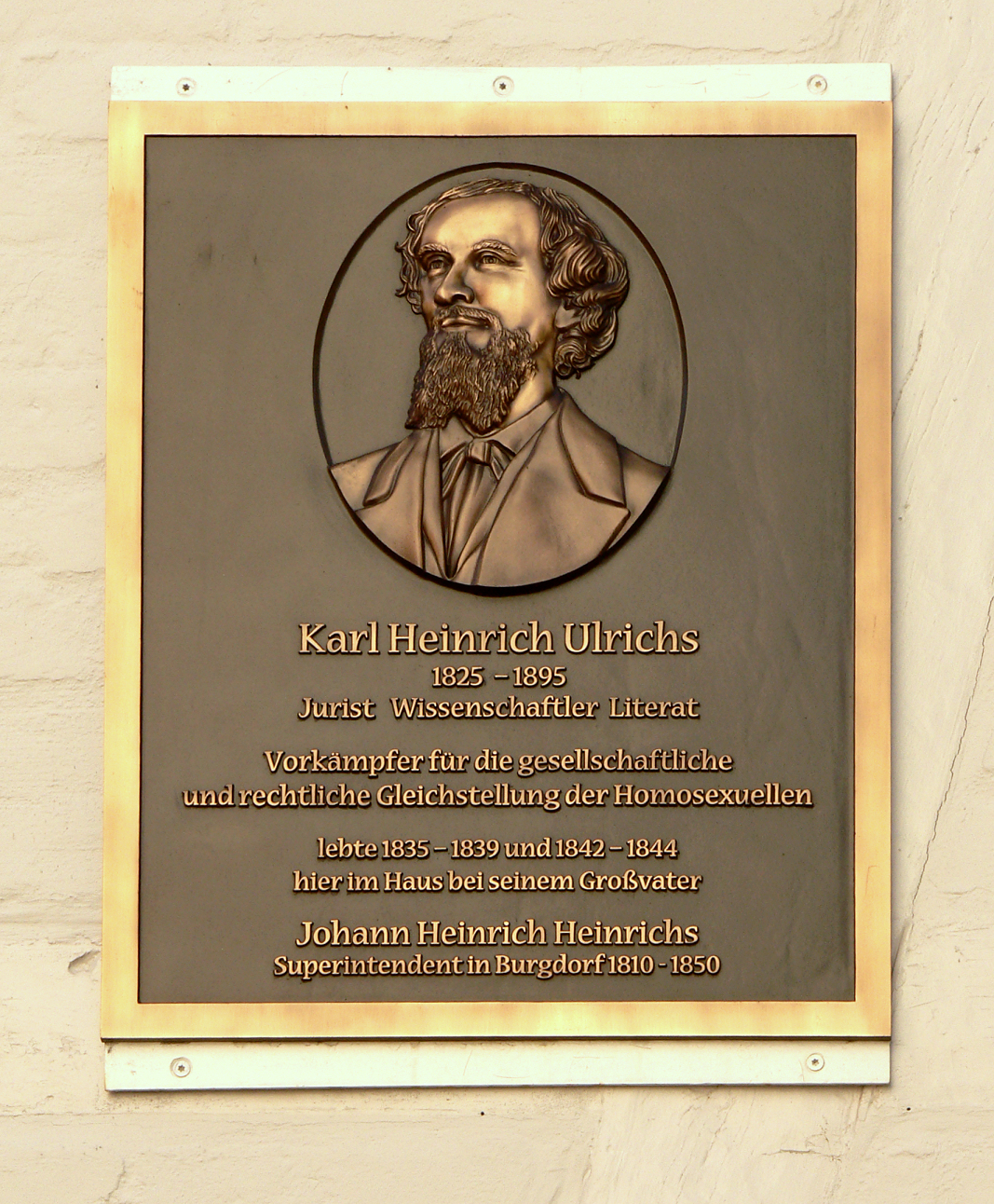
Gedenktafel in Burgdorf (Region Hannover)

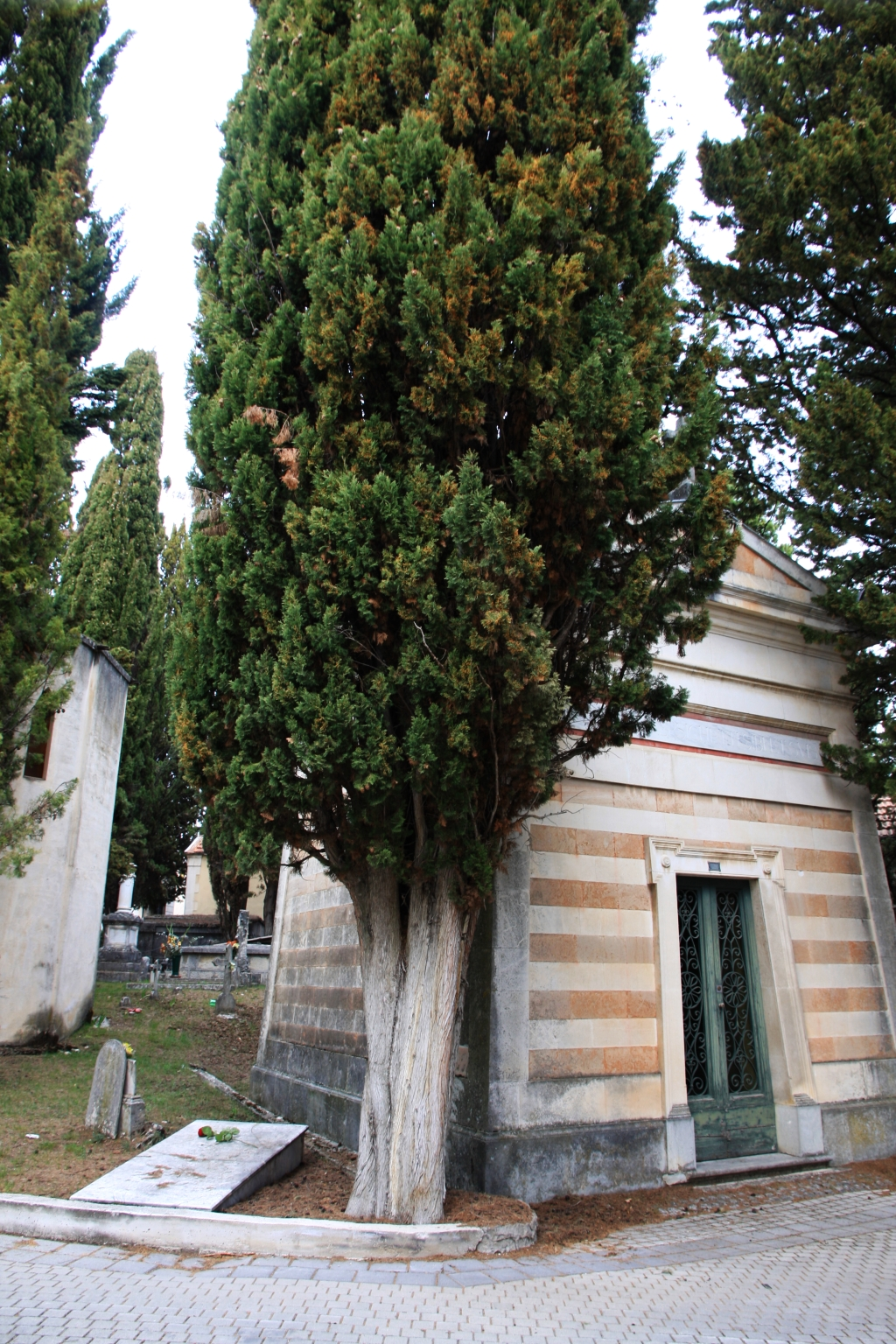
Grab von Karl Heinrich Ulrichs in L’Aquila (weiße Platte neben dem Grabmal der Familie Persechetti)

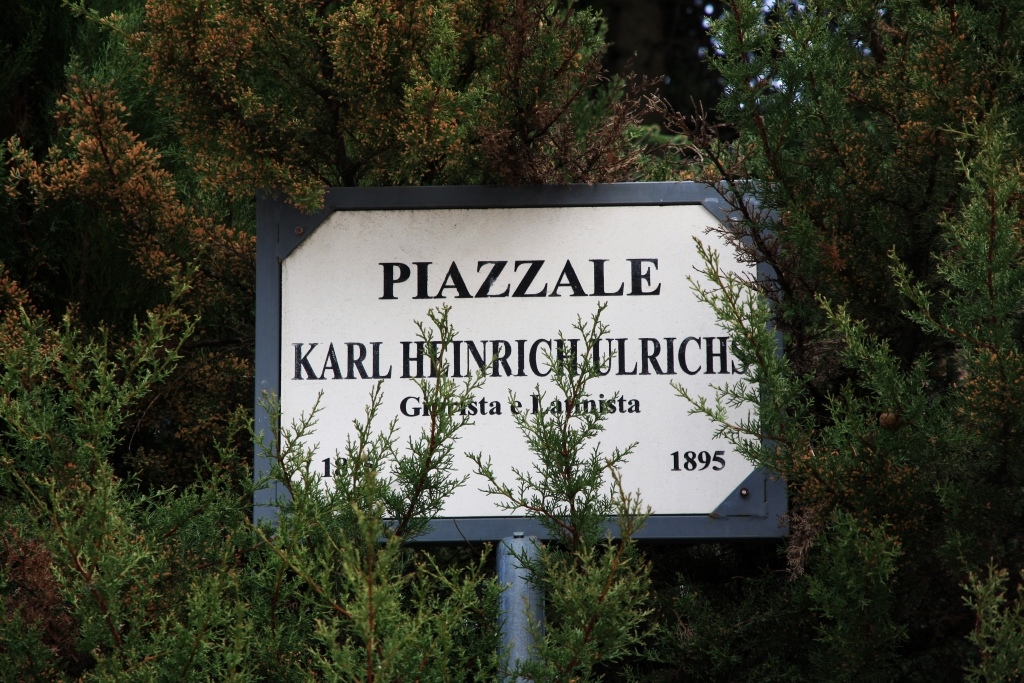
In L’Aquila wurde der Platz vor der Burg nach Karl Heinrich Ulrichs benannt

- 1997 wurde eine Gedenktafel am Haus Markt 5 in Göttingen angebracht, in dem er 1844 bis 1845 gewohnt hat.
- 1998 wurde in München der Platz an der Ecke Am Glockenbach/Arndtstraße im Glockenbachviertel Karl-Heinrich-Ulrichs-Platz genannt.
- 2002 wurde in Bremen im Stadtteil Ostertor der Platz im Mündungsbereich von Wulwesstraße und Hohenpfad Ulrichsplatz genannt. Die Bremer Straßenbahn-AG benannte gleichzeitig eine nahe gelegene Haltestelle  Wulwesstraße/Ulrichsplatz. 2020 wurde die Haltestelle in Ulrichsplatz umbenannt. Ulrichsplatz Bremen (benannt 2002)

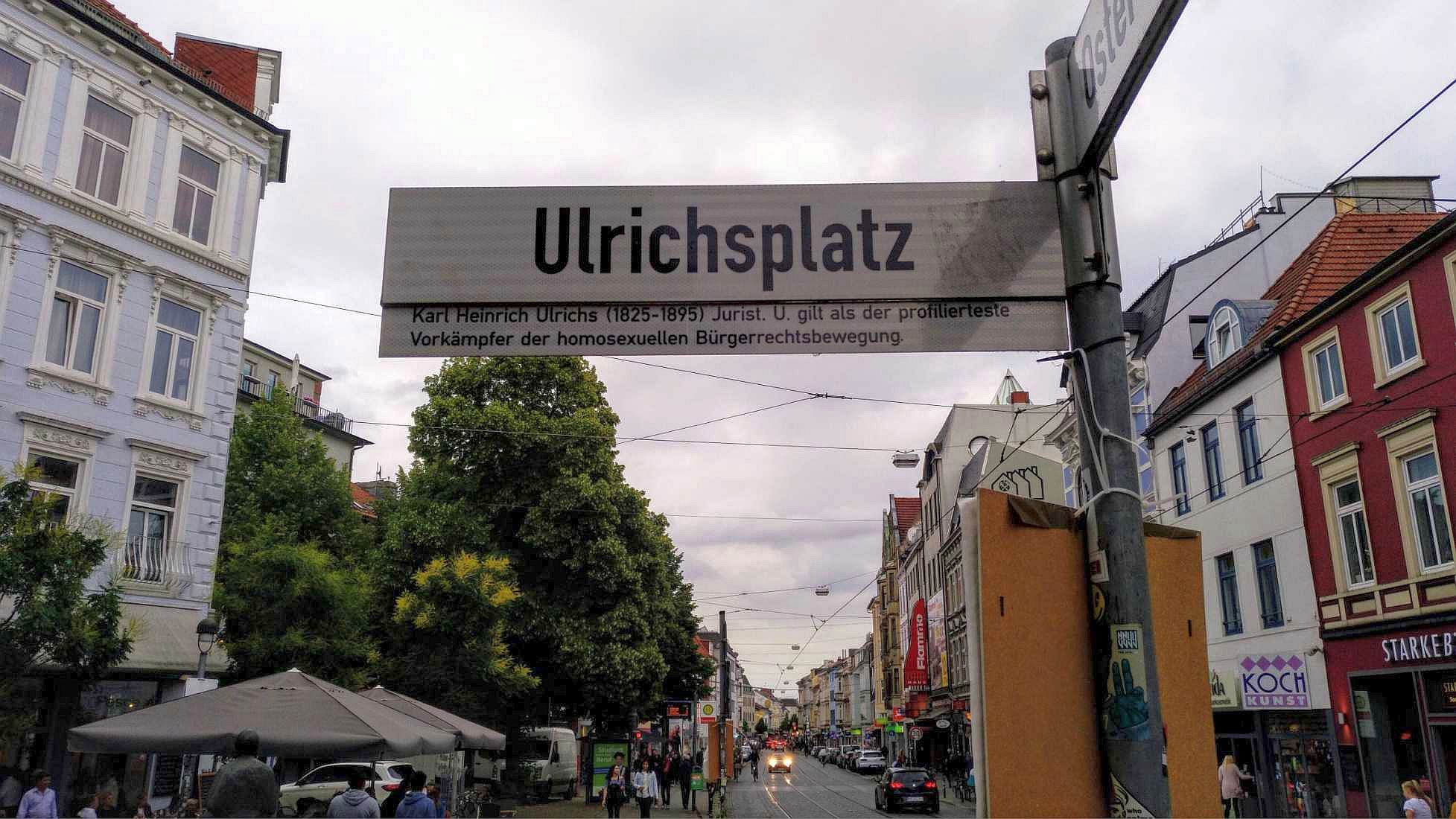
Ulrichsplatz Bremen (benannt 2002)

- 2002 wurde an der FH für Rechtspflege Hildesheim, die das ehemalige Gerichtsgebäude nutzt, eine Gedenktafel angebracht.
- 2002 beschloss die International Lesbian and Gay Law Association, alle drei Jahre den Karl Award an verdienstvolle Menschen zu vergeben.
- 2006 wurde in Hannover-Mitte ein Verkehrsweg Karl-Heinrich-Ulrichs-Straße genannt.
- 2006 wurde innerhalb der Hannchen-Mehrzweck-Stiftung der Karl-Heinrich-Ulrichs-Fonds gegründet, welcher Projekte im Bereich von Forschung und Wissenschaft fördert.
- 2007 wurde in L’Aquila ein Platz Piazzale Karl Heinrich Ulrichs genannt.
- 2013 bzw. 2016 wurde in Berlin die Einemstraße in Karl-Heinrich-Ulrichs-Straße umbenannt (der Schöneberger Teil 2013[12], der in Tiergarten liegende Teil 2016[13]). Die SPD begründete 2013 ihren Antrag folgendermaßen: „Karl von Einem war ein aktiver Gegner der Demokratie. In seiner Funktion als Kriegsminister rief er zum Kampf gegen die Sozialdemokratie auf und forderte im Reichstag explizit die Vernichtung homosexueller Männer.“[14] Karl-Heinrich-Ulrichs-Straße Berlin 2014 (kurz nach Umbenennung Schöneberger Teil der ehem. Einem-Str. am 17. Dezember 2013)

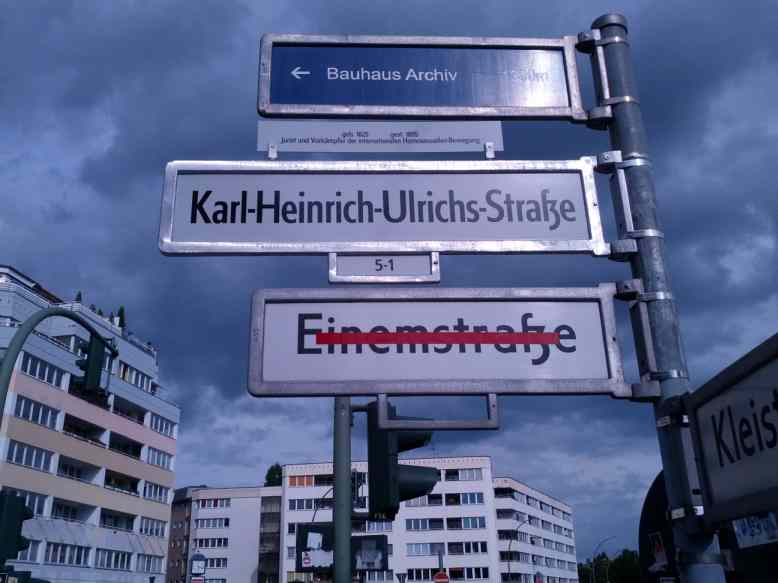
Karl-Heinrich-Ulrichs-Straße Berlin 2014 (kurz nach Umbenennung Schöneberger Teil der ehem. Einem-Str. am 17. Dezember 2013)

- Die Stadt Aurich, auf deren heutigem Stadtgebiet Karl Heinrich Ulrichs geboren wurde, hat am 30. August 2014 durch Heinz-Werner Windhorst (Bürgermeister Stadt Aurich) und Sebastian Schulze (Ortsbürgermeister Aurich Mitte) sowie Sozialministerin Cornelia Rundt (Schirmherrin des CSD Aurich) im Rahmen des ersten örtlichen Christopher Street Day einen Platz nach Karl Heinrich Ulrichs benannt.[15]
- Am 17. Mai 2015 wurde ein etwas versteckt gelegener Platz (in der Größe kaum eines Viertels eines Fußballfeldes) in der Frankfurter Innenstadt an der Weißadlergasse nach Karl Heinrich Ulrichs benannt. In der Nähe liegt das Freie Deutsche Hochstift, das Ulrichs vor 150 Jahren aus seinen Mauern verbannte.[16]
- 2015 wurde in Stuttgart der im Bezirk Süd liegende Dreiecksplatz an der Kreuzung von Lehenstraße und Filderstraße Karl-Heinrich-Ulrichs-Platz genannt.[17]
- 2016 wurde eine Gedenktafel für Ulrichs am Haus der Superintendentur am Spittaplatz 3 in Burgdorf (Region Hannover) enthüllt.
- 2022 wurde am 10. September im Rahmen des 7. Christopher Street Day eine Gedenktafel zu Ehren Karl Heinrich Ulrichs in seiner Geburtsstadt Aurich enthüllt. Bei der Enthüllung wirkten der Schirmherr des CSD Johann Saathoff (MdB), Olaf Meinen (Landrat), Horst Feddermann (Bürgermeister), Timo Mehlmann (Bürgermeister Aurich Kernstadt) sowie die CSD-Initiatorin Melly Doden mit.

## Ausstellungen und Veranstaltungen
- 4. Juli bis 15. September 2000: Karl Heinrich Ulrichs zum 175. Geburtstag: Leben – Werk – Wirkung. Ausstellungsort im Schwulen Kommunikations- und Kulturzentrum München e. V., Veranstalter: Münchner Ulrichs Comité c/o Wolfram Setz, München in Zusammenarbeit mit dem Forum Homosexualität und Geschichte e. V., Rosa Liste e. V. und SUB e. V.: Geburtstagsfeier am 26. August, 14.00 Uhr am Karl-Heinrich-Ulrichs-Platz und anschließend zum Schwulen Straßenfest des SUB e. V. in der Hans-Sachs-Straße. Begleitet wurde die Ausstellung mit einer Vortragsreihe: Die Geschichte der Homosexualitäten und die schwule Identität an der Jahrtausendwende im Café Regenbogen der Münchner AIDS-Hilfe e. V. am 6. Juli von Gerd Hekma (Amsterdam): Die bürgerliche Gesellschaft und ihre sexuellen Außenseiter; am 13. Juli von Volkmar Sigusch (Frankfurt): Karl Heinrich Ulrichs – Der erste Schwule der Weltgeschichte; am 20. Juli von Bernd-Ulrich Hergemöller (Hamburg): Von der „stummen Sünde“ zum „Verschwinden der Homosexualität“; am 27. Juli von Dirck Linck (Hannover): Die Literatur und die Außenseiter – Der Außenseiter und die Literatur; am 3. August von Jörg Hutter (Bremen): Vom Nutzen und Nachteil der Historie für den (heutigen) Homosexuellen; am 24. August von Michael Lombardi-Nash (Jacksonville, Florida): Karl Heinrichs Ulrichs und Amerika; am 7. September von Bert Thinius (Berlin): Außenseiter im Sozialismus. Historischer Rückblick auf (k)eine Diskussion und am 14. September von Martin Dannecker (Frankfurt): Der gewöhnliche Homosexuelle an der Schwelle zum neuen Jahrtausend?  Unterstützt wurde die Ausstellung und Vortragsreihe vom Kulturamt Landeshauptstadt München.[18]
- 7. bis 25. Mai 2015: Ausschluss eines Schwulen – Karl Heinrich Ulrichs und das Freie Deutsche Hochstift im Arkadensaal des Frankfurter Goethe-Haus Freies Deutsche Hochstift in Frankfurt am Main. Laut Pressemitteilung wurde „die Ausstellung […] von der Handschriftenabteilung des Freien Deutschen Hochstifts kuratiert“.[19] Begleitet wurde die Ausstellung mit einer Sonderveranstaltung zur Straßenumbenennung am 17. Mai durch den Ortsbeirat 1 der Stadt Frankfurt.[20]
- 26. August 2017: Festakt zum 150. Jahrestag der Rede Karl-Heinrich Ulrichs in den Seminarräumen des NS-Dokumentationszentrums, München. Veranstalter: Forum Homosexualität München. „Vorträge von Maria Bühner: Im Aufbruch. Die Lesbenbewegung der DDR aus emotions- und körperhistorischer Perspektive; Raimund Wolfert: Berlin. Ernst Ludwig Driess. In der Tradition Magnus Hischfelds, Ariane Rüdiger: München. Der Münchner Arbeitskreis Lesben und Arbeit – ein Einblick in lesbische Befindlichkeiten 'on the job' in den frühen 1990er Jahren, Kirsten Plötz: Hannover. Zentrale Ergebnisse des Forschungsprojekts über Verfolgung und Diskriminierung im jungen Bundesland Rheinland-Pfalz, Matthias Gemählich: Die Verfolgung von Homosexuellen in der NS-Zeit in Nürnberg und dem Re-Enactment des Auftritts Karl-Heinrich Ulrichs vor 150 Jahren im Münchner Odeon durch Laienschauspieler, unterstützt durch eine Theatergruppe.“[21]

## Schriften
- Fori reconventionis origines et doctrina („Ursprünge und Lehre des Gerichtsstandes der Widerklage“), Göttingen 1846 (online)
- Pax Westphalica quid constituerit de principum jure reformando religionisque exercitio subditorum? (Studie über den Westfälischen Frieden, 1848, ungedruckt)
- Das deutsche Postfürstenthum, sonst reichsunmittelbar: jetzt bundesunmittelbar. In: Archiv für das öffentliche Recht des Deutschen Bundes 4, H. 2, 1861 (zum Postmonopol von Thurn und Taxis)
- Der Nassau-Taxis'sche Postvertrag und der Braun'sche Antrag, Gießen 1861 (zum Postmonopol von Thurn und Taxis)
- Großdeutsches Programm und Lösung des großdeutschen Problems, Frankfurt am Main 1862
- Forschungen über das Räthsel der mannmännlichen Liebe, 1864–1880
  - I. Vindex, Leipzig 1864 („Verteidiger“; unter dem Pseudonym Numa Numantius)
  - II. Inclusa, Leipzig 1864 („Die Eingeschlossene“; unter dem Pseudonym Numa Numantius)
  - III. Vindicta, Leipzig 1865 („Rache“; unter dem Pseudonym Numa Numantius)
  - IV. Formatrix, Leipzig 1865 („Sie [die Natur] die schöpft“; unter dem Pseudonym Numa Numantius)
  - V. Ara spei, Leipzig 1865 („Zuflucht der Hoffnung“; unter dem Pseudonym Numa Numantius)
  - VI. Gladius furens, Kassel 1868 („das wilde Schwert“, →Gladius (Waffe))
  - VII. Memnon, Schleiz 1868 (→Memnon (Mythologie); 2 Bände: 1. Abteilung & 2. Abteilung)
  - VIII. Incubus, Leipzig 1869 (→Incubus (Dämon), ein Albträume verursachender nachtaktiver Dämon)
  - IX. Argonauticus, Leipzig 1869 (→Argonautensage)
  - X. Uranus, Leipzig 1870 (als monatliche Zeitschrift für die Interessen des Uranismus geplant, nur 1 Heft unter dem Titel Prometheus erschienen)
    - Prometheus, Leipzig Januar 1870 (→Prometheus, Freund und Kulturstifter der Menschheit, Feuerbringer)

  - XI. Araxes. Ruf nach Befreiung der Urningsnatur vom Strafgesetz, Schleiz 1870 (→Araxes, Name eines Flusses)
  - XII. Critische Pfeile, Leipzig 1880
- Auf Bienchens Flügeln. Ein Flug um den Erdball in Epigrammen und poetischen Bildern, Leipzig 1875
- Apicula Latina. Lateinische Studentenlieder, Leipzig 1880
- Matrosengeschichten. Sulitelma. Atlantis. Manor. Der Mönch von Sumbö, Leipzig 1885
- Cupressi. Carmina in memoriam Ludovici II regis Bavariae, Berlin 1887
- Alaudae, 1889–1895 (Lerchen, „eine kleine Unterhaltungsschrift für lateinkundige Gebildete“, 33 fortlaufend paginierte Ausgaben mit zusammen 388 S.)
[Nachdruck mit einer Einleitung von Wilfried Stroh, Männerschwarm, Hamburg 2004, ISBN 3-935596-52-9]

### Postume Zusammenstellungen
- Forschungen über das Räthsel der mannmännlichen Liebe. 2. Ausgabe mit einem Vorwort von Magnus Hirschfeld, Max Spohr, Leipzig 1898. Reprint, Arno, New York 1975.
[Links zu online verfügbaren Ausgaben auf Wikisource; Kommentierte Neuauflage in 4 Bänden (= Bibliothek rosa Winkel Bd. 7–10), hrsg. Hubert Kennedy, Verlag rosa Winkel, Berlin 1994, ISBN 3-86149-025-0; Bd. 1: Briefe und I–V, ISBN 3-86149-026-9; Bd. 2: VI–VII, ISBN 3-86149-027-7; Bd. 3: VIII–IX, ISBN 3-86149-028-5; Bd. 4: X–XII und Der Urning und sein Recht, ISBN 3-86149-029-3]
- Manor. Eine Novelle. Verlag Rosa Winkel, Berlin 1995.
- Wolfram Setz (Hrsg.): Matrosengeschichten und Gedichte. Ein Lesebuch (= Bibliothek rosa Winkel, Bd. 18). Verlag Rosa Winkel (jetzt bei Männerschwarm), Berlin 1998, ISBN 3-86149-070-6 (Literarisches von Ulrichs)
- Wolfram Setz (Hrsg.): Karl Heinrich Ulrichs zu Ehren. Materialien zu Leben und Werk. Verlag Rosa Winkel (jetzt bei Männerschwarm), Berlin 2000, ISBN 3-86149-107-9 (bisher verstreute Dokumente)
- Wolfram Setz (Hrsg.): Karl Heinrich Ulrichs: Auf Bienchens Flügeln. Männerschwarm, Hamburg 2017, ISBN 978-3-86300-073-8 (Leseprobe; PDF).
- Wolfram Setz (Hrsg.): Karl Heinrich Ulrichs: München, 29. August 1867. Forum Homosexualität München, München 2000, ISBN 3-935227-01-9.

## Hörspiele
- Gruselkabinett (Folge 129): Manor. Titania Medien, 2017. Sprecher: Peter Weis, Tom Raczko, Louis Friedemann Thiele, Monica Bielenstein, Timmo Niesner, Horst Naumann.

## Dokumentarfilme
- Rosa von Praunheim: Schwuler Mut – 100 Jahre Schwulenbewegung (1997)[22]

## Belege
1. 1 2  Hans-Martin Lohmann: Geschichte der Sexualität – Vom Widerspruch her gedacht (Buchbesprechung: Volkmar Sigusch, Geschichte der Sexualwissenschaft, Campus, 2008), Frankfurter Rundschau Online, Version vom 18. Juni 2008 12:15
2. ↑  Michael Hirschler: De Carolo Henrico Ulrichs qui magis fecit quam ut revivisceret lingua Latina. In: Melissa. Folia perenni Latinitati dicata. Band 192, 2016, ZDB-ID 1252311-2, S. 8–9.
3. 1 2 3  Volkmar Sigusch: Karl Heinrich Ulrichs, Der erste Schwule der Weltgeschichte. Männerschwarm, 2000, ISBN 978-3-86149-105-7
4. ↑  Helge Dvorak: Biographisches Lexikon der Deutschen Burschenschaft. Band II: Künstler. Winter, Heidelberg 2018, ISBN 978-3-8253-6813-5, S. 699–701.
5. ↑  Ernst August Gries: Progreß-Burschenschaft Hercynia Göttingen, 1845–1867/68, Koblenz 2014, S. 27, von: www.burschenschaftsgeschichte.de
6. ↑  Karl Heinrich Ulrichs: „Gladius furens“: das Naturrätsel der Urningsliebe und der Irrtum als Gesetzgeber: eine Provokation an den deutschen Juristentag. sechste Schrift über mannmännliche Liebe. Max Spohr, 1898
7. ↑  Jens Dobler: Ausstellungen, Archiv, Bibliothek – Das Schwule Museum in Berlin. In: Sexuologie . 20 (1–2), 2013, S. 66–69.
8. ↑  Pirmin Meier: Der Heilige Vater Franziskus sprach das Wort des Jahres. Zentralschweiz am Sonntag, 14. Juli 2013, S. 7 (online (PDF; 167 kB) auf dem Internet-Portal für Wahlen und Abstimmungen im Kanton Luzern)
9. ↑  Ulrichs, K. H. (1994 [geschrieben 1862, veröffentlicht 1899]): Vier Briefe von Karl Heinrich Ulrichs (Numa Numantius) an seine Verwandten. In: Kennedy, H. (1994): Forschungen über das Räthsel der mannmännlichen Liebe. In 4 Bänden. Band 1. Verlag Rosa Winkel, Berlin.
10. ↑  Voß, H.-J. (2011): Geschlecht: Wider die Natürlichkeit. Schmetterling, Stuttgart.
11. ↑  Hubert Kennedy: Karl Heinrich Ulrichs: Leben und Werk. MännerschwarmScript, Hamburg 2001, ISBN 3-935596-27-8
12. ↑  Feierlicher Akt zur Umbenennung der Einemstraße in Karl-Heinrich-Ulrichs-Straße, Pressemitteilung Nr. 655 des Bezirksamts Tempelhof-Schöneberg vom 18. Dezember 2013, abgerufen am 29. Mai 2014
13. ↑  Berliner Zeitung: Berlin-Tiergarten: Einemstraße wird zur Karl-Heinrich-Ulrichs-Straße. Abgerufen am 13. Juli 2020 (deutsch).
14. ↑  SPD, Antrag vom 11. Januar 2010
15. ↑  Maria Berentzen: Ort für den Schwulen-Vorkämpfer - Ostfriesen-Zeitung. In: oz-online.de. 23. Juli 2014, abgerufen am 2. März 2024.
16. ↑  queer.de: Frankfurt am Main bekommt Karl-Heinrich-Ulrichs-Platz
17. ↑  Bürgermeister Wölfle weiht Karl-Heinrich-Ulrichs-Platz im Stuttgarter Süden ein. In: stuttgart.de. Stadt Stuttgart, 14. Juli 2015, abgerufen am 14. Juli 2015.
18. ↑  Alle Veranstaltungen, Termine und Informationen wurden einer Postkarte des Münchner Ulrichs Comité aus dem Jahr 2000 entnommen.
19. ↑  online (Memento vom 2. April 2019 im Internet Archive) (PDF-Datei), abgerufen am 18. August 2024.
20. ↑  online (Memento vom 2. April 2019 im Internet Archive), abgerufen am 18. August 2024.
21. ↑  Festakt zum 150. Jahrestag der Rede Karl-Heinrich Ulrichs. In: Forum Queeres Archiv München e. V. Abgerufen am 17. Dezember 2020 (deutsch).
22. ↑  Schwuler Mut - 100 Jahre Schwulenbewegung. In: filmportal.de. Deutsches Filminstitut, abgerufen am 14. Juli 2024.

| Personendaten    | Personendaten                              |
| ---------------- | ------------------------------------------ |
| NAME             | Ulrichs, Karl Heinrich                     |
| ALTERNATIVNAMEN  | Numantius, Numa                            |
| KURZBESCHREIBUNG | deutscher Jurist und LGBT-Menschenrechtler |
| GEBURTSDATUM     | 28. August 1825                            |
| GEBURTSORT       | Westerfeld, Aurich (Friesland)             |
| STERBEDATUM      | 14. Juli 1895                              |
| STERBEORT        | L’Aquila, Italien                          |